# Diesenleitenbach
Diesenleitenbach är ett vattendrag i Österrike.   Det ligger i förbundslandet Oberösterreich, i den nordöstra delen av landet, 150 km väster om huvudstaden Wien.
Runt Diesenleitenbach är det i huvudsak tätbebyggt. Runt Diesenleitenbach är det mycket tätbefolkat, med 1 056 invånare per kvadratkilometer.